# Варшавка (Челябинская область)
Варшавка — посёлок в Карталинском районе Челябинской области России. Административный центр Варшавского сельского поселения.

## География
Расположен на реке Карагайлы-Аят.

## История
Основан в 1842 г. оренбургскими казаками как военное поселение Пост № 22 в составе Новолинейного района. Назван в честь произошедшего 6 сентября 1831 г. штурма Варшавы царскими войсками, положившего конец Польскому восстанию. В XIX веке в станице Варшавской добывали золото.

## Население
| 2002 | 2010  |
| ---- | ----- |
| 1029 | ↗1059 |

## Достопримечательности
- Церковь Покрова Пресвятой Богородицы 1908 года.

## Известные личности
- Лобырин Николай Федотович (1920—1973) — Герой Советского Союза.